# Chuchito
El chuchito es un plato nacional, tradicional y emblemático de la gastronomía guatemalteca, elaborado a base de masa de maíz, y generalmente va mezclado de un recado o salsa de tomate y con un relleno que puede ser de carne de pollo o de cerdo. Este chuchito suele ir acompañado de una salsa de tomate y espolvoreado con queso duro. También existe una variación dulce del chuchito conocido como chuchitos de cambray. 
Los chuchitos, llamados 'hiquel’ por los kakchiqueles, constituyen el sincretismo propio de los países hispanoamericanos. Según el investigador Dani Otoniel Cardona su receta precolombina de preparación fue modificada con agregados peninsulares durante la época colonial.